# Manami Matsumae
Manami Matsumae (松前 真奈美, Matsumae Manami) est une compositrice de musique de jeux vidéo japonaise. Elle a travaillé pour Capcom, où elle a composé les musiques des jeux tels que SonSon II, Dynasty Wars, U.N. Squadron, Mercs, Magic Sword: Heroic Fantasy et Carrier Air Wing. Elle est surtout connue pour avoir composé la musique du premier jeu Mega Man de la série originale originale sorti en 1987, y compris son jingle emblématique Game Start. Matsumae était connu pendant sa période chez Capcom par son nom de naissance, Manami Gotoh (後藤 真奈美, Gotoh Manami), mais était habituellement crédité par son alias, Chanchacorin.
Après son départ de Capcom en 1991, elle devient compositrice indépendante. Parmi les bandes-sons sur lesquelles elle travaille par la suite, figurent la série Derby Stallion, les titres Game Boy développés par Sunsoft, et d'autres jeux tels que Adventures of Lolo, Megami Tensei Gaiden: Last Bible, Daffy Duck: The Marvin Missions, Jade Cocoon 2 et Dragon Quest Swords : La Reine masquée et la tour des miroirs. Elle a également épousé un musicien, Kimitaka Matsumae (à l'origine membre du groupe S.S.T. Band de Sega), avec qui elle a travaillé sur Othello World et Jade Cocoon 2.
Au début des années 2010, Matsumae retourne à la série Mega Man via Inti Creates, dans le rôle d'arrangeur pour certains de leurs albums. Elle rejoignant plusieurs autres anciens compositeurs de Mega Man pour créer les thèmes de Robot Masters pour Mega Man 10. Elle a également contribué à la bande-son de titres indépendants tels que Shovel Knight et Mighty No. 9.
En juillet 2015, Matsumae annonce qu'elle travaille sur son premier album solo original, en plus d'un album hommage, incluant des arrangements qu'elle a réalisé. L'album, intitulé Three Movements, a été publié en décembre 2017

## Ludographie
- Ide Yosuke Meijin no Jissen Mahjong (1987)
- Mega Man (1987)
- F-1 Dream (1988)
- 1943 Kai: Midway Kaisen (1988)
- Mega Man 2 (1988)
- SonSon 2 (1989)
- Dynasty Wars (1989)
- U.N. Squadron (1989)
- Final Fight (1989)
- Mercs (1990)
- Magic Sword: Heroic Fantasy (1990)
- Carrier Air Wing (1990)
- Capcom no Quiz: Tonosama no Yabou (1991)
- Derby Stallion: Best Race (1991)
- Batman: Return of the Joker (1992, Game Boy)
- Honō no Dōkyūji: Dodge Danpei (1992, Famicom)
- Othello World (1992)
- Esper Dream 2 (1992)
- Sanrio Cup: Pon Pon Volley (1992)
- Derby Stallion Zengokuban (1992)
- Trip World (1992)
- Best Play Pro Yakyuu Special (1992)
- Looney Tunes (1992, Game Boy)
- Honō no Dōkyūji: Dodge Danpei 2 (1993, Famicom)
- Adventures of Lolo (1994, Game Boy)
- Derby Stallion II (1994)
- Tenchi o Kurau (1994)
- Daffy Duck: The Marvin Missions (1994, Game Boy)
- Another Bible (1995)
- Derby Stallion III (1995)
- Derby Stallion '96 (1996)
- G.O.D: Mezameyo to Yobu Koe ga Kikoe (1996)
- Derby Stallion (1996, PS1)
- Pilot Kids (1998)
- Derby Stallion '98 (1998)
- Derby Stallion '99 (1999)
- Fun! Fun! Pingu (1999)
- Jade Cocoon 2 (2001)
- Best Play Pro Yakyuu (2002)
- Derby Stallion Advance (2002)
- Derby Stallion P (2006)
- Dragon Quest Swords : La Reine masquée et la tour des miroirs (2007)
- Mega Man 10 (2010)
- Shovel Knight (2014)
- Rainblocks (2014)
- Target Acquired (2015)
- Flat Kingdom (2016)
- Mighty No. 9 (2016)
- Starr Mazer (2017)
- Heart Forth, Alicia (2017)
- Red Ash: The Indelible Legend

## Discographie personnelle
- Three Movements (2017)